# Maksym Jachno
Maksym Anatolijowycz Jachno, ukr. Максим Анатолійович Яхно (ur. 3 kwietnia 1988) – ukraiński piłkarz grający na pozycji obrońcy, a wcześniej pomocnika.

## Kariera piłkarska

### Kariera klubowa
Wychowanek klubu Metalist Charków, barwy którego bronił w juniorskich mistrzostwach Ukrainy (DJuFL). Karierę piłkarską rozpoczął 6 maja 2005 w składzie Metalist-2 Charków. Potem występował w drużynie rezerwowej. 26 maja 2009 debiutował w Premier-lidze w meczu z FK Charków. Na początku 2012 został wypożyczony do FK Lwów.

### Kariera reprezentacyjna
W 2005 występował w juniorskiej reprezentacji Ukrainy U-17.

## Sukcesy i odznaczenia

### Sukcesy klubowe
- brązowy medalista Mistrzostw Ukrainy: 2009